# Sabinianus (uzurpator)
Altă persoană: Papa Sabinianus
Marcus Asinius Sabinianus, cunoscut sub numele de Sabinianus (? - 240), a fost conducătorul unei revolte în Africa Romană, declarându-se împărat. Dar a fost rapid înfrânt de guvernatorul Mauretaniei, în 240, iar suporterii lui au fost definitiv înfrânți în același an la Cartagina.